# 329e division d'infanterie
La 329e division d'Infanterie (en allemand : 329. Infanterie-Division ou 329. ID) est une des divisions d'infanterie de l'armée allemande (Wehrmacht) durant la Seconde Guerre mondiale.

## Historique
La 329e division d'Infanterie a ét formée en décembre 1941 sur le Truppenübungsplatz (terrain de manœuvres) de Groß-Born dans la Wehrkreis VI en tant que Walküre-Division sous la 17. Welle (17e vague de mobilisation).
Elle a été renforcée en novembre 1944 avec les rescapés du Jäger-Regiment 42 (L) dissout, une composante de l'ancienne 21. Feld-Division (L).
Elle se rend à l'Armée rouge dans la poche de Courlande en mai 1945.

## Organisation

### Commandants
| Début            | fin              | Grade                    | Commandant                            |
| ---------------- | ---------------- | ------------------------ | ------------------------------------- |
| 30 décembre 1941 | 7 mars 1942      | Generalleutnant          | Helmuth Castorf                       |
| 7 mars 1942      | 22 mars 1942     | Generalmajor             | Bruno Hippler (de)                    |
| 22 mars 1942     | 9 août 1943      | General der Infanterie   | Dr. rer. pol. Dr. Ing. Johannes Mayer |
| 9 août 1943      | ? septembre 1943 | Generalleutnant          | Paul Winter (de)                      |
| 22 mars 1942     | 16 juillet 1944  | General der Infanterie   | Dr. rer. pol. Dr. Ing. Johannes Mayer |
| 16 juillet 1944  | 20 octobre 1944  | Generalmajor der Reserve | Werner Schulze                        |
| 20 octobre 1944  | 1er janvier 1945 | Generalleutnant          | Konrad Menkel                         |
| 1er janvier 1945 | ? 1945           | Generalmajor der Reserve | Werner Schulze                        |
| ? 1945           | 8 mai 19451943   | Generalleutnant          | Konrad Menkel                         |

### Rattachement
| Date        | Armeekorps               | Armee     | Heeresgruppe | Position       |
| ----------- | ------------------------ | --------- | ------------ | -------------- |
| 1941        |                          |           |              |                |
| 17 décembre | En formation             |           |              | Groß-Born      |
| 1942        |                          |           |              |                |
| 1er janvier | OKH                      |           |              |                |
| 20 février  | z. Vfg.                  | 16. Armee | Nord         | Staraïa Roussa |
| Février     | Stossgruppe von Seydlitz | 16. Armee | Nord         | Staraïa Roussa |
| 18 avril    | X                        | 16. Armee | Nord         | Staraïa Roussa |
| Juillet     | II                       | 16. Armee | Nord         | Demiansk       |
| 1943        |                          |           |              |                |
| 1er janvier | II                       | 16. Armee | Nord         | Demiansk       |
| Mars        | X                        | 16. Armee | Nord         | Staraïa Roussa |
| 18 mars     | Höhne                    | 16. Armee | Nord         | Staraïa Roussa |
| Juin        | X                        | 16. Armee | Nord         | Staraïa Roussa |
| Décembre    | VIII                     | 16. Armee | Nord         | Nevel          |
| 1944        |                          |           |              |                |
| Janvier     | VIII                     | 16. Armee | Nord         | Nevel          |
| Avril       | II                       | 16. Armee | Nord         | Poustochka     |
| Juillet     | X                        | 16. Armee | Nord         | Lettonie       |
| Août        | X                        | 18. Armee | Nord         | Lettonie       |
| Août        | XXXVIII                  | Grasser   | Nord         | Riga           |
| Novembre    | XXXVIII                  | Kleffel   | Nord         | Riga           |
| Décembre    | XXXVIII                  | 16. Armee | Nord         | Courlande      |
| 1945        |                          |           |              |                |
| 1er janvier | XXXVIII                  | 16. Armee | Nord         | Courlande      |
| 25 janvier  | XXXVIII                  | 16. Armee | Courlande    | Courlande      |

## Théâtres d'opérations
- Front de l'Est secteur Nord : décembre 1941 - mars 1944
  - Poche de Demiansk : 8 février au 2 mai 1942
- Front de l'Est secteur Centre : mars 1944 - juin 1944
- Front de l'Est secteur Nord : juin 1944 - octobre 1944
- Poche de Courlande : octobre 1944 - mai 1945

## Ordre de bataille
1940
- Infanterie-Regiment 551
- Infanterie-Regiment 552
- Infanterie-Regiment 553
- Artillerie-Regiment 329
- Pionier-Bataillon 329
- Panzerjäger-Abteilung 329
- Divisions-Nachrichten-Abteilung 329
- Divisions-Nachschubführer 329

1944
- Grenadier-Regiment 551
- Grenadier-Regiment 552
- Jäger-Regiment 42 (L)
- Artillerie-Regiment 329
- Pionier-Bataillon 329
- Feldersatz-Bataillon 329
- Füsilier-Bataillon 329
- Panzerjäger-Abteilung 329
- Divisions-Nachrichten-Abteilung 329
- Divisions-Nachschubführer 329

## Décorations
Des membres de cette division ont été récompensés à titre personnel pour leurs faits de guerre:
- Agrafe de la liste d'honneur : 43
- Croix allemande
  - en Argent : 2
  - en Or : 46
- Croix de chevalier de la Croix de fer
  - Croix de chevalier : 11
  - Feuilles de chêne : 3
  - Glaives : 1